# Gerard Somer

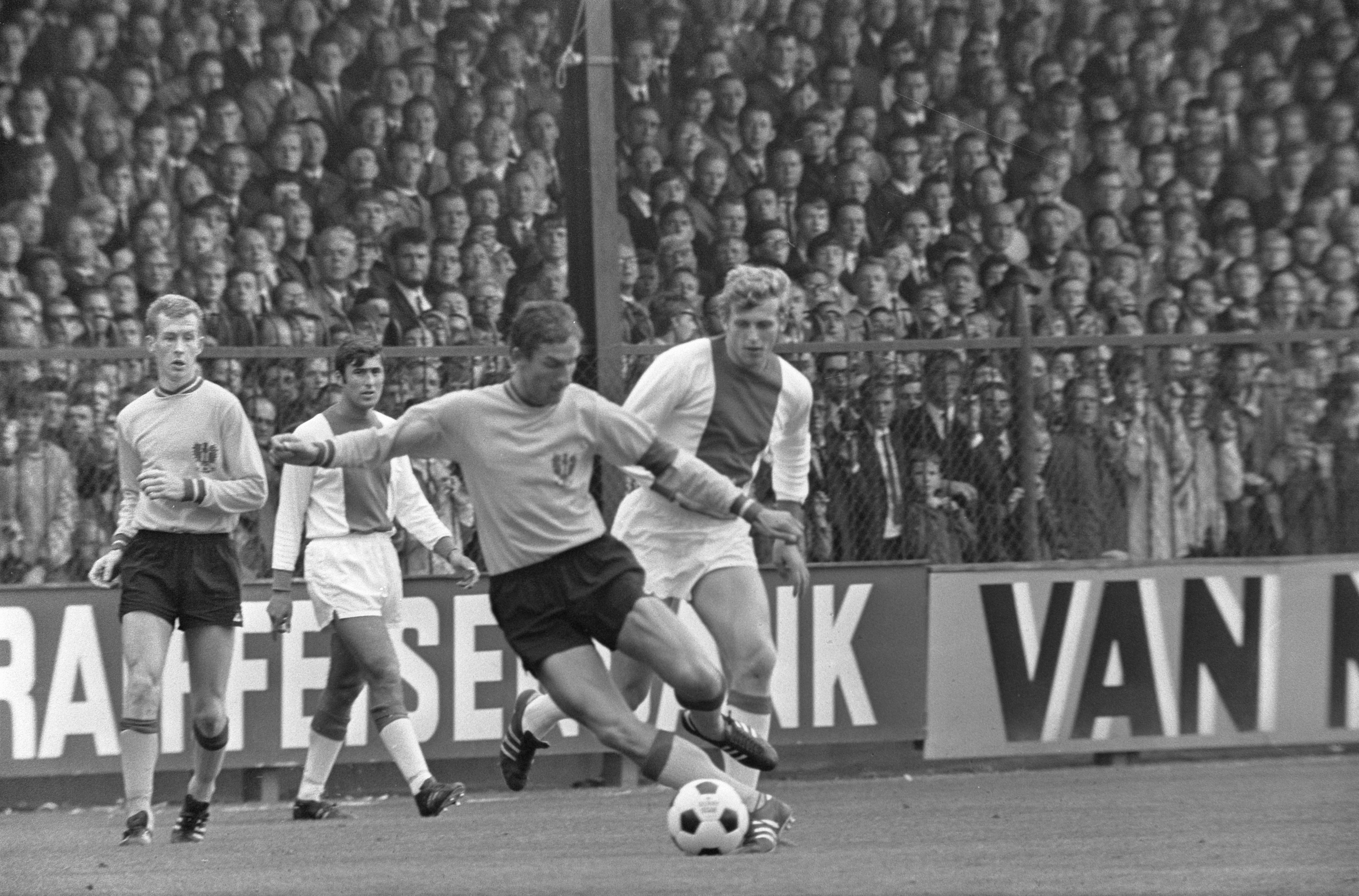
Gerard Somer tijdens een wedstrijd voor Go Ahead in duel met Keizer (rechts)

Gerhardus Johannes (Gerard) Somer (Deventer, 24 november 1943) is een Nederlands gewezen voetbalspeler- en trainer. Hij speelde als verdediger voor Go Ahead, Vitesse en Heracles '74. Nadien stapte hij het trainersvak in, met als grootste succes het winnen van de Eerste divise met Heracles in 1985.

## Loopbaan
Somer werd geboren in Deventer en kwam op elfjarige leeftijd in de jeugdopleiding van Go Ahead terecht. In 1963 maakte hij de stap naar het eerste elftal, waarin hij uitgroeide tot basispeler in het centrum van de verdediging. In 1965 haalde Somer met Go Ahead de finale van de beker, waarin Feijenoord de tegenstander was. De finale werd met 1-0 verloren. Go Ahead kreeg echter als verliezend finalist een ticket voor de Europa Cup II, doordat Feijenoord datzelfde jaar ook landskampioen werd, en mocht in het Europese toernooi aantreden tegen de Schotse grootmacht Celtic. Hierin verloren Somer en Go Ahead thuis met 6-0 en vervolgens uit met 1-0. In 1972 besloot hij Go Ahead, tot teleurstelling van de supporters, te verlaten. Hij kon de intensieve trainingen bij Go Ahead niet meer combineren met zijn gezin en maatschappelijke carrière, waarop hij een divisie lager bij Vitesse ging voetballen. De Arnhemse ploeg was het voorgaande seizoen gedegradeerd naar de Eerste divise. Met Vitesse streed Somer een aantal seizoenen om promotie terug naar het hoogste niveau, maar dit wist de ploeg niet te bewerkstelligen. In het seizoen 1975/76 kwam Somer nog uit voor Heracles '74, alvorens hij zijn voetbalschoenen aan de wilgen hing.
Na zijn spelersloopbaan ging de Deventenaar aan de slag als trainer in het amateurvoetbal. In 1983 werd hij door zijn oude ploeg Heracles aangesteld als eindverantwoordelijke. De Almelose ploeg beleefde destijds een roemloos bestaan in de Eerste divisie en was vooral terug te vinden in de kelder van het profvoetbal. In zijn tweede seizoen behaalde Somer tegen de verwachtingen in met Heracles het kampioenschap in de Eerste divisie en dwong dusdoende promotie naar de Eredivisie af. Het betekende voor Heracles een terugkeer op het hoogste niveau sinds het seizoen 1965/66. In 2020 werd een documentaire uitgebracht op Fox Sports over het bijzondere seizoen. De stap naar de Eredivisie bleek al snel een maatje te groot en het volgende seizoen eindigde de ploeg met slechts twaalf punten (drie overwinningen) onderaan in de Eredivisie. Eind 1987 besloot Somer te stoppen als trainer van Heracles, omdat hij het werk niet meer kon combineren met zijn werk op een adviesbureau.
Hij bleef later actief in de voetbalwereld en was technisch directeur bij FC Omniworld (2000-2004), FC Emmen (2004-2006) en Go Ahead Eagles (2006-2008).

## Erelijst

### MetHeracles '74
| Nationaal               |    |         |
| Kampioen Eerste Divisie | 1× | 1984/85 |